# 新潟県道80号松代天水島線
新潟県道80号松代天水島線（にいがたけんどう80ごう まつだいあまみずしません）は、新潟県十日町市を通る県道（主要地方道）である。

## 概要

### 路線データ
- 実延長：8,357.3m[1]
- 起点：新潟県十日町市松代字下島（新潟県道12号松代高柳線・国道253号・国道353号・国道403号交点）[要出典]
- 終点：新潟県十日町市松之山天水島（国道405号交点）

## 歴史
- 1993年（平成5年）5月11日 - 建設省から、県道松代天水島線が松代天水島線として主要地方道に指定される[2]。

## 路線状況

### 重複区間
- 国道253号・国道353号（松代交差点、起点 - 池尻交差点）
- 国道403号（松代交差点、起点 - 十日町市室野字赤坂）
- 新潟県道243号月池松代線（池尻交差点 - 十日町市室野字赤坂）
- 国道353号（十日町市松之山新山 - 松の山交差点）

## 地理

### 通過する自治体
- 十日町市

### 交差する道路
- 国道253号（国道353号・国道403号重複）・新潟県道12号松代高柳線（松代交差点）
- 新潟県道350号松代松之山線（十日町市松代字新田）（国道253号・国道353号・国道403号重複区間）
- 国道253号・国道353号（池尻交差点）（国道403号重複区間）
- 新潟県道243号月池松代線（池尻交差点）（国道403号重複区間）
- 国道403号（新潟県道243号月池松代線 重複）（十日町市室野字赤坂）
- 国道353号（十日町市松之山新山 - 松の山交差点で重複）
- 新潟県道578号松之山温泉線（十日町市松之山湯本字下ケンソ）
- 国道405号（終点：十日町市松之山天水島）

### 沿線にある施設など
- 北越急行ほくほく線 まつだい駅
- 新潟県立松代病院
- 十日町市役所
  - 松代支所
  - 松之山支所
- 新潟県立松代高等学校
- 新潟県立安塚高等学校 松之山分校
- 十日町市立松代中学校
- 十日町市立松之山中学校
- 十日町市立松代小学校
- 十日町市立奴奈川小学校
- 十日町市立松之山小学校
- 十日町市立松里小学校
- 第四北越銀行 松代支店
- 上越信用金庫 松代支店
- JA十日町
  - 松代支店
  - 松之山支店
- 松代郵便局
- 室野郵便局
- 松之山湯本郵便局
- Aコープ・ラポート十日町
  - 松代店
  - 松之山店
  - 松里店
- 道の駅まつだいふるさと会館
- 十日町市松代城跡公園
- 十日町市松代ファミリースキー場
- 松之山温泉
- 松之山温泉スキー場
- 渋海川